# حرب الدلو
حرب الدلو الخشبي (بالإنجليزية: War of the Bucket)‏ دارت تلك الحرب بين مدينتين إيطاليتين هما «مودينا» و«بولونيا» عام 1325م، ووقعت الحرب في ضاحية في منطقة إميليا-رومانيا في شمال إيطاليا حيث سرقت فرقة صغيرة من جنود مدينة «مودينا» دلوًا خشبيًا من مدينة «بولونيا» ولكن سكان الأخيرة لم يتغاضوا عن الحدث واعتبروه إهانةً لهم وإصروا على استرجاع الدلو.
اشتعلت الحرب بين المدينتين، وأطلق عليها «حرب الدلو الخشبي»، واستمرت 12 عامًا إلى أن انتهت عام 1337 م. ولكن في الحقيقة تلك كانت حلقة في صراع طويل منذ 300 عامًا بين الغويلفيين والغيبلينيين. فازت «مودينا» في معركة زابولينو (المعركة الوحيدة من الحرب)، وفي النهاية لم يفلح خلالها سكان بولونيا من استعادة دلوهم المسروق، بينما يُحتفظ بالدلو الخشبي في برج بمدينة مودينا حتى اليوم.

## خلفية تاريخية
الغويلفيين والغيبلينيين فصيلان متعارضان في السياسة الإيطالية من القرن الثاني عشر حتى نشوء الحكومات الوراثية ابتداءً من القرن الرابع عشر. خلال صراع التعيينات ساند الغويلفيون الدولة البابوية، في حين ساند الغيبلينيون الإمبراطورية الرومانية المقدسة.

## معركة زابولينو
معركة زابولينو، معركة دامية دارت في 15 نوفمبر 1325م عند تلة من زابولينو الواقعة خارج اسوار قلعة سيرافالي بين ميليشيات غيبلينيي مودينا وغويلفيي بولونيا ورومانيا وفلورنسا.
كانت إحدى أكبر الاشتباكات الميدانية في العصور الوسطى، شارك بها نحو 35,000 من المشاة و 4,000 فارس وخلفت أكثر من ألفي قتيل في ميدان المعركة.

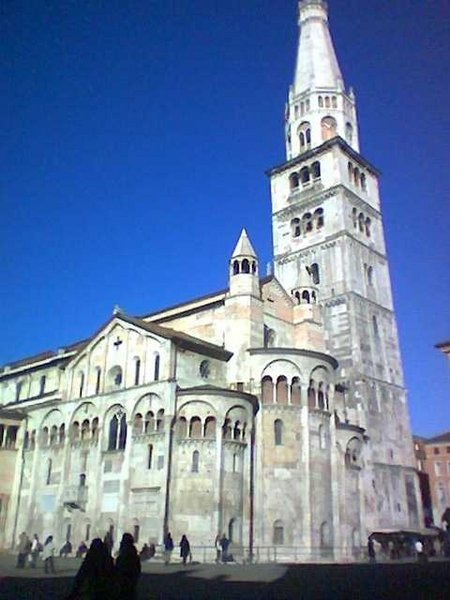
المكان الذي يوجد فيه الدلو حتى الآن

## بعد المعركة
الشاعر الإيطالي في القرن ال17 اليساندرو تاسونى Alessandro Tassoni ألف ملحمة بطولية بعنوان (الدلو المسروق) معتمدا على الاحداث التي جرت في حرب الدلو الخشبى.
يتم الاحتفاظ بالدلو الخشبي القديم في برج جيرلاندينا " Torre della Ghirlandina " في مودينا حتى يومنا هذا. ويقال أن الدلو تم أخذه من بولونيا قبل المعركة، أو بعد ذلك كتذكار.
بعد الحرب، سلطة الغيبلينيين ارتفعت مرة أخرى، ولكن كانت الحروب لم تنته بعد. في 1447 م، واجه الغيبلينيون الفشل عندم تم أنشاء الجمهورية الأمبروزية الذهبية وانهارت.
الحروب بين غويلفيين وغيبلينيين استمرت حتى عام 1529م، عندما استولى كارلوس الخامس ملك إسبانيا على القوة الإمبراطورية في إيطاليا خلال الحروب الإيطالية. وفي مواجهة خطر الغزو الأجنبي، جعل ذلك الفصيلين في سلام مع بعضها البعض.